# Johann Karl Schellenberg
Johann Karl Schellenberg (* 15. August 1817 in Nassau (Lahn); † 23. Juni 1893 in Wiesbaden) war ein deutscher Jurist und Mitglied des Nassauischen Kommunallandtages des preußischen Regierungsbezirks Wiesbaden, dessen Vizepräsident er von 1877 bis 1885 war.

## Leben
Johann Karl Schellenberg war ein Sohn des Justizrats Ludwig Christian Schellenberg (1786–1861) und dessen Gemahlin Dorothea Philippine Dresler (1794–1866). Damit entstammte er der Familie Schellenberg. Nach dem Abitur am Gymnasium in Weilburg studierte er Rechtswissenschaften an der Ruprecht-Karls-Universität Heidelberg und der Georg-August-Universität Göttingen, absolvierte 1840 das nassauische Staatsexamen und kam in die Kommunal- und Justizverwaltung, wo er zunächst Kreisakzessist in St. Goarshausen und später in Herborn wurde. Bevor er zum Justizamtsassessor in Wiesbaden bestellt wurde, waren Marienberg, Höchst am Main und Idstein seine Stationen als Justiz- und Kreisamtssekretär. 1861 wurde er Amtmann in Herborn und drei Jahre später Hof- und Appellationsgerichtsrat in Dillenburg. Nach der Annexion des Herzogtums Nassaus durch Preußen im Jahre 1866 wurde er Amtmann in Höchst, wo er bis zu seinem Wechsel zur Bezirksregierung Wiesbaden im Jahre 1879 blieb. Dort wurde er 1886 Geheimer Regierungsrat und blieb bis zum Eintritt in den Ruhestand im Jahre 1891 in dieser Stellung.
Als Nachfolger von Wilhelm von König wurde Schellenberg 1877 Mitglied des Nassauischen Kommunallandtags durch indirekte Wahl als Vertreter der Großgrundbesitzer. Bis 1880 war er dessen Vizepräsident. Er war Mitglied der Wegebau- und der Rechnungsprüfungskommission und blieb bis 1886 in dem Parlament.
Schellenberg heiratete am 22. Juni 1846 in St. Goarshausen Amalie Rosalie Elisabeth Helmrich (1822–1893), Tochter eines Oberförsters.